# Włodzimierz Miksa
Włodzimierz Janusz Miksa (ur. 27 września 1915 w Łodzi, zm. 20 sierpnia 1999 w Kingston upon Thames) – podpułkownik pilot, dowódca dywizjonu 317, kawaler Virtuti Militari, odznaczony Distinguished Flying Cross. 

## Życiorys
Syn Wawrzyńca i Heleny Kazimiery z domu Antoniewicz. W 1937 r. zdał egzamin maturalny i został przyjęty do Szkoły Podchorążych Lotnictwa, którą ukończył ze 107. lokatą. Został skierowany do 114. eskadry myśliwskiej. W składzie tej jednostki walczył podczas kampanii wrześniowej. 
7 września wziął udział w zestrzeleniu Messerschmitta Bf 110 (zaliczono mu 1/2 zestrzelenia), 8 września zespołowo zestrzelił Henschla Hs 126 (1/3 zestrzelenia) i uszkodził Heinkla He 111 (1/2 uszkodzenia). 12 września otrzymał awans na stopień podporucznika. Po agresji ZSRR na Polskę został ewakuowany do Rumunii, a następnie do Francji. Z udział w kampanii wrześniowej został odznaczony Krzyżem Walecznych. Po przeszkoleniu na sprzęcie francuskim latał w kluczu GC III/10 dowodzonym przez por. Aleksandra Gabszewicza, w który bronił Lyonu przed atakami Luftwaffe. 
Po upadku Francji został ewakuowany do Wielkiej Brytanii. Zgłosił się do służby w Polskich Siłach Powietrznych, otrzymał numer służbowy RAF P-0286. Został skierowany na szkolenie w 5. Operational Training Unit, po jego ukończeniu 15 października 1940 r. otrzymał przydział do dywizjonu 303 i wziął udział w ostatniej fazie bitwy o Anglię. 
21 stycznia 1941 r. został przeniesiony do nowo formowanego dywizjonu 315. W jego składzie 21 października zestrzelił Messerschmitta Bf 109, drugi został mu zaliczony jako prawdopodobnie zestrzelony a trzeci jako uszkodzony. W czerwcu 1942 r. objął stanowisk dowódcy eskadry w tym dywizjonie. Turę lotów bojowych ukończył w kwietniu 1943 r. i odszedł na odpoczynek bojowy do 58 OTU jako szef wyszkolenia myśliwskiego. W październiku 1943 r. powrócił do latania bojowego w dywizjonie 302. 1 stycznia 1944 r. objął stanowisko dowódcy dywizjonu 317 i pełnił tę funkcję do 24 sierpnia. 
Następnie służył jako oficer łącznikowy przy 12. Grupie Myśliwskiej, we wrześniu 1944 r. został przeniesiony do Dowództwa Lotnictwa Myśliwskiego na stanowisko oficera operacyjnego. Po zakończeniu działań wojennych nie zdecydował się na powrót do Polski. W lutym 1946 r. został zdemobilizowany, w Wielkiej Brytanii założył rodzinę, zmienił nazwisko na Piklinton-Miksa.
Na liście bajana został sklasyfikowany na 98. pozycji z wynikiem 2 i 5/6 zestrzeleń pewnych, 1 zestrzelenia prawdopodobnego praz 1 i 1/2 uszkodzenia samolotu przeciwnika. Podczas służby w PSP stał się znany jako właściciel oswojonego makaka, który w bazie Northolt dokuczał personelowi naziemnemu. 
Zmarł 20 sierpnia 1999 w Kingston upon Thames, jego zwłoki skremowano w krematorium Putney Vale.

## Ordery i odznaczenia
Za swą służbę otrzymał odznaczenia:
- Krzyż Srebrny Virtuti Militari nr 10295,
- Krzyż Walecznych – trzykrotnie,
- Medal Lotniczy – trzykrotnie,
- Distinguished Flying Cross
- Polowa Odznaka Pilota.